# Мюлдер, Мишель
Мишель Мюлдер (нидерл. Michel Mulder; 27 февраля 1986, Зволле) — роликобежец и конькобежец-спринтер из Нидерландов, чемпион Олимпийских игр 2014 года на дистанции 500 метров и бронзовый призёр на дистанции вдвое длиннее, двукратный чемпион мира в спринтерском многоборье (2013, 2014). Чемпион мира и многократный чемпион Европы по скоростному бегу на роликовых коньках.

### Роликобежный спорт
Мишель Мюлдер начал кататься на роликовых коньках в возрасте 7 лет вместе со своим братом-близнецом Роналдом. Он выиграл несколько медалей на чемпионате Европы по бегу на роликах, а также несколько медалей чемпионатов мира в 2011, 2012 и 2014 годах. Летом 2012 года установил мировой рекорд на 300 м в беге на роликах — 22.58. В сентябре 2012 года стал чемпионом мира в беге на роликах на дистанции 500 м.

### Конькобежный спорт
Мишель сначала тренировался в шорт-треке и стал заниматься конькобежным спортом в возрасте 11 лет в ледовом клубе Девентера. С 2004 года стал участвовать на чемпионате страны среди юниоров, а на чемпионатах Нидерландов среди взрослых с 2006 года. Первый подиум на национальном первенстве завоевал в ноябре 2011 года, став вторым на 500 м. В сезоне 2011/12 дебютировал на Кубке мира и 10 марта 2012 года он одержал первую победу на 6-м этапе Кубка мира в Берлине, победив на дистанции 500 м.
В марте 2012 года Мишель стал серебряным призёром чемпионата мира на отдельных дистанциях в Херенвене на дистанции 500 м. В первом забеге занял 5-е место. Во втором забеге победил, установив рекорд катка, и побив личный рекорд на 1 сотую. В ноябре 2012 года он стал чемпионом Нидерландов в забеге на 500 м. На 4-м этапе Кубка мира в Нагано и 5-м этапе в Харбине стал 2-м на 500-метровке. Также занял 3-е место на 6-м этапе в Калгари и в финале Кубка на 9-м этапе в Херенвене. В общем зачёте Кубка мира на 500-метровке занял 3-е место.
В 2013 году стал впервые чемпионом мира на чемпионате мира в спринтерском многоборье в Солт-Лейк-Сити, установив на чемпионате рекорд мира по сумме. В феврале участвовал на чемпионате мира в Сочи поднялся на 4-е место в беге на 500 м, а его брат Роналд стал 5-м. В сезоне 2013/14 на 4-м этапе Кубка мира в Берлине стал 1-м на 500 м, а также четыре раза занимал 3-е место, после чего он занял 2-е место в общем зачёте Кубка на дистанции 500 м.
В 2014 году на чемпионате мира в спринтерском многоборье в Нагано он второй раз стал чемпионом мира. 8 февраля 2014 года на зимних Олимпийских играх в Сочи он участвовал на дистанции 500 метров и завоевал золотую медаль, обогнав своих соотечественников, серебряного призёра Яна Смекенса и своего брата Роналда Мюлдера с бронзовой медалью. 12 февраля на дистанции 1000 метров Мишель стал бронзовым призёром, уступив золото Стефану Гротхёйсу и серебро канадцу Денни Моррисону.
В сезоне 2014/15 Мишель стал серебряным призёром на чемпионате Нидерландов в забеге на 500 м и в спринтерском многоборье. На чемпионате мира в Херенвене также занял 2-е место в забеге на 500 м, а на чемпионате мира в спринтерском многоборье в Астане занял 4-е место. В марте 2015 года на 7-м финальном этапе Кубка мира в Эрфурте дважды был 2-м в забеге на 500 м. В сезоне 2015/16 только один раз принимал участие в Кубке мира и занял 3-е место в командном спринте, а в сезоне 2018/19 стал 1-м и 3-м в командном спринте.
В 2017 году он вновь перешёл в команду Герарда ван Велде "Plantina" ("Reggeborgh"). В 2019 году он продлил контракт с командной "Reggeborgh" ещё на один сезон.
6 января 2020 года Мишель объявил о своём завершении карьеры после 4-х неудачных сезонов.

## Карьера тренера
Мишель Мюлдер с братом Роналдом были директорами турниров Кубка мира по конькобежному спорту 2018 года в Херде и Арнеме, После ухода из соревновании в январе 2020 года, уже в июне начал работать помощником тренера в команде Герарда ван Велде "Reggeborgh". После годичного отсутствия, в 2023 году Мишель присоединился к команде австралийского тренера Даниэла Грейга "Novus" в качестве технического тренера.

## Личная жизнь и семья
Мишель Мюлдер начинал карьеру преподавателя физкультуры. Он получил степень магистра тренерской работы в Институте Йохана Кройфа в 2022 году. Летом 2023 года узнал что у него доброкачественная опухоль за правым ухом, что стало сказываться на потери слуха и в августе ему сделали МРТ. Во время сканирования была обнаружена опухоль размером около трёх сантиметров, которая давила на слуховой нерв. Было решено пока не делать операцию, чтобы не потерять слух полностью. Мишель участвовал в популярном телешоу "Звезды на сцене" и в феврале 2024 года выиграл его, став лучшей музыкальной звездой из всех, кто участвовал в конкурсе. 10 февраля 2024 года выпустил свой первый сингл после победы на шоу талантов RTL "Звезды на сцене". В семье Мюлдеров было семь братьев. Самый старший Харальд на пятнадцать лет старше, между ними Берри, Марко, Эдвард и Гербен. Роналд и Мишель самые младшие в семье. Берри играл в футбол, но страдал от слабых связок голеностопа. Врач посоветовал ему покататься на роликах и коньках, в чем он оказался очень хорош. После него Мишель с Рональдом тоже стали кататься на коньках. Эдвард умер в 2,5 года. Роналд Мюлдер, также как и Мишель был конькобежцем-спринтером.